# When You’re Falling
When You’re Falling ist ein Lied von Afro Celt Sound System zusammen mit dem britischen Pop-Rock-Musiker Peter Gabriel aus dem Jahr 2001.

## Hintergrund
Der Song wurde zuerst auf dem Album Volume 3: Further in Time veröffentlicht und danach als Single.
Afro Celt Sound System kombiniert elektronische Popmusik mit traditionellem Irish Folk und westafrikanischer Musik. Gabriel ist ein großer Befürworter der Weltmusik, und die Band nahm ihr erstes Album in seinen Real World Studios in Box, Wiltshire, Vereinigtes Königreich auf.
Der Titel wurde gerade zu der Zeit im Radio gespielt, als die Terroranschläge am 11. September 2001 stattfanden. Die Bilder im Video zeigen einen Mann, der in einer Stadt, die wie New York aussieht, zu Boden fällt, und einen Beinahezusammenstoß mit einem Verkehrsflugzeug. MTV und VH1 zogen das Musikvideo auch aufgrund des 2001 Clear Channel Memorandums sofort zurück, und viele von Afro Celts Tournee-Terminen mussten abgesagt werden.

## Inhalt und Bedeutung
Der Text von When You’re Falling handelt von den Kämpfen und Schwierigkeiten, die wir alle im Leben haben. Er erinnert uns daran, dass es in Ordnung ist, sich verloren zu fühlen, Fehler zu machen und zu scheitern. Der Refrain des Liedes wiederholt die Phrase „when you're falling, dive“, was bedeutet, dass man eine schwierige Situation annehmen und die Tiefen seiner Gefühle erkunden sollte. Der Song unterstreicht auch die Bedeutung von Ausdauer und dem Festhalten an den eigenen Zielen, selbst wenn der Weg schwierig wird.

## Musikvideo
Das Musikvideo zu dem Song, bei dem Adam Berg Regie führte, zeigt einen Mann, der vom Himmel fällt, bis er schließlich durch den Erdboden fällt. Anschließend fällt er durch die Erde hindurch und auf der anderen Seite weiter bis in den Weltraum. Peter Gabriel erscheint insgesamt dreimal in dem Musikvideo, als Pilot eines Flugzeugs, als Mann, der in einem Gebäude aus dem Fenster schaut und als Mann, der auf der Straße geht. Alle werden irgendwann Zeugen des Falls.

## Titelliste
- CD-Single (UK)

1. When You’re Falling (Short radio edit) – 3:44
2. When You’re Falling (Wren & Morley Mix) – 4:35
3. When You’re Falling (Album version) – 5:16
4. When You’re Falling (Video)

- Promo CD-Single (UK)

1. When You’re Falling (Short radio edit) – 3:40
2. When You’re Falling (Long radio edit) – 4:14

- Promo-CD-Single (US)

1. When You’re Falling (Short radio edit) – 3:40
2. When You’re Falling (Long radio edit) – 4:14
3. When You’re Falling (Album version) – 5:14
4. Call-out hook

## Mitwirkende
(Quellen:)

### Musiker
- Simon Emmerson – E-Gitarren, Bouzouki, Mandoline
- John Fortis – E-Bass
- Peter Gabriel – Hauptgesang, Keyboards
- Johnny Kalsi – Dhol-Trommel, Tabla
- N'Faly Kouyate – Begleitgesang, Kora, Balafon
- Iarla Ó Lionáird – Begleitgesang
- James McNally – Tin Whistle, Low Whistle, Keyboards, Bodhrán, Piano, Akkordeon, Harmonium
- Hossam Ramzy – Perkussion
- Martin Russell – Keyboards
- Screaming Orphans – Begleitgesang
- Moussa Sissokho – Talking Drum, Djembé

### Technisches Personal
- Marc Bessant – Grafikdesign, CGI-Künstler, Bildbearbeitung
- Richard Chappell – Toningenieur
- Simon Emmerson – Co-Produzent, Komponist, Liedtexter, Trommel-Programmierung
- Edel Griffiths – Assistenz-Toningenieur, zusätzliche Aufnahme
- Stephen Hague – Co-Produzent, Mixing, Aufnahme
- Bob Kraushaar – Mixing
- Simon Massey („Mass“) – Trommel-Programmierung, Keyboard-Programmierung, Aufnahme
- James McNally – Co-Produzent, Mixing, Trommel-Programmierung, Keyboard-Programmierung
- Chuck Norman – zusätzliche Programmierung
- Iarla Ó Lionáird – Komponist, Liedtexter
- Martin Russell – Co-Produzent, Komponist, Programmierung, Techniker Front of House Live Sound
- Graham Stuart – zusätzliche Aufnahme